# Atari XEGS
O Atari XE Video Game System (Atari XEGS) foi um redesenho do computador Atari 65XE e o último modelo na família 8-bit da Atari. Foi lançado pela Atari Corporation em 1987 e foi comercializado como um console ao lado do NES,Master System e o próprio Atari 7800 da Atari.
Esse console foi mais um esforço da Atari em retomar seu antigo posicionamento  de sucesso no mercado dos consoles, usando sua tática de reciclar peças de tecnologia já existentes.
Embora o XEGS não estivesse indo mal contra a concorrência, nenhum dos consoles da Atari estavam indo bem o bastante para conseguir combater o colosso que era o NES. Até janeiro de 1992, a Nintendo controlava 80% do mercado norte americano enquanto a Atari controlava apenas 12%. Atari então anunciou o término da produção e apoio para o XEGS para focar na próxima geração do console.

## Periféricos
O XEGS lançou com um pacote básico e um pacote deluxe (de luxo). O pacote básico inclui apenas o console e um joystick CX40 padrão com uma base cinza para combinar com o XEGS em vez da sua cor preta original. O pacote deluxe consiste do console, o joystick CX40, um teclado que habilita a funcionalidade de computador doméstico, e a arma de luz XG-1.

## Galeria

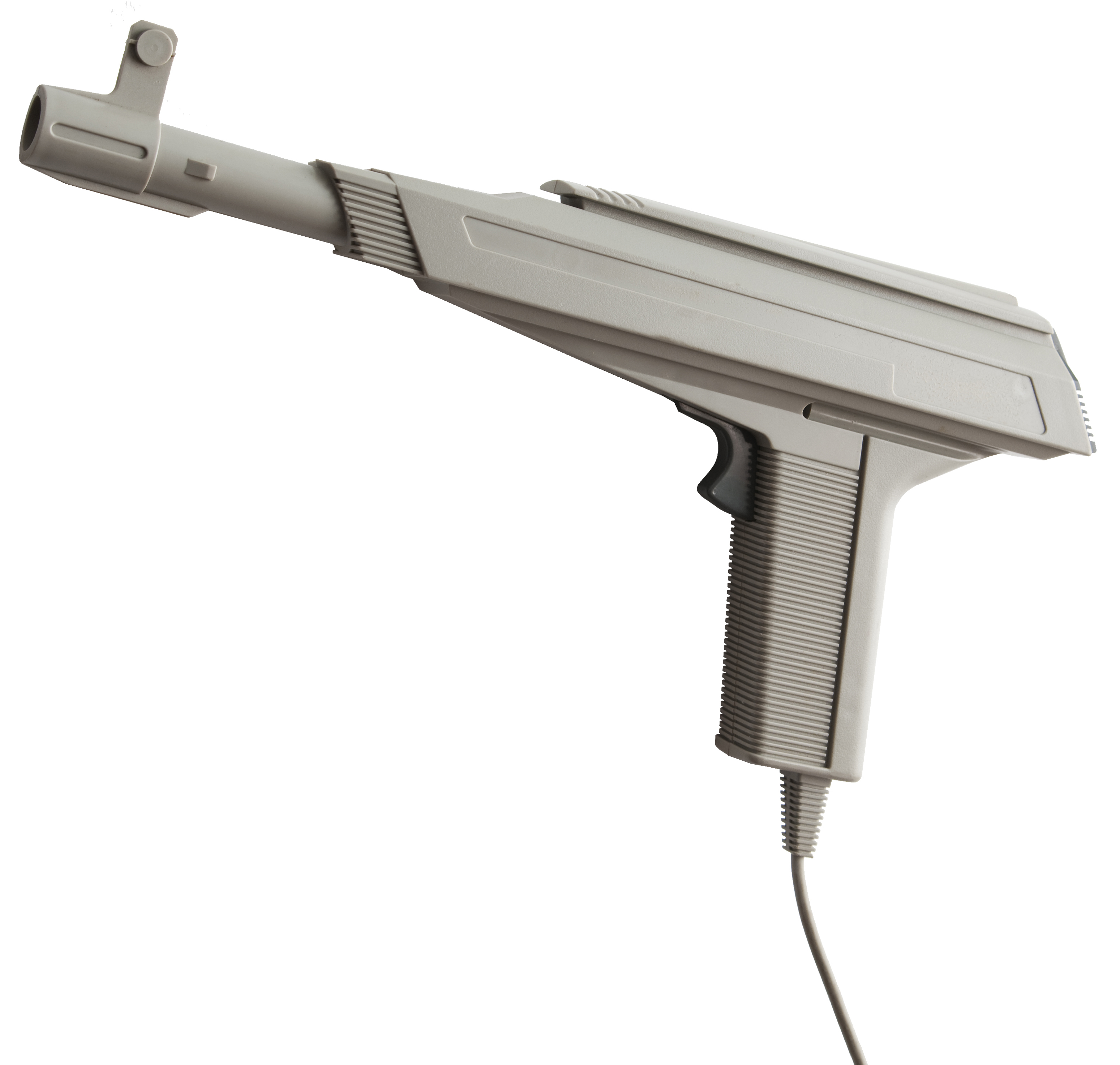
Arma de luz XG-1
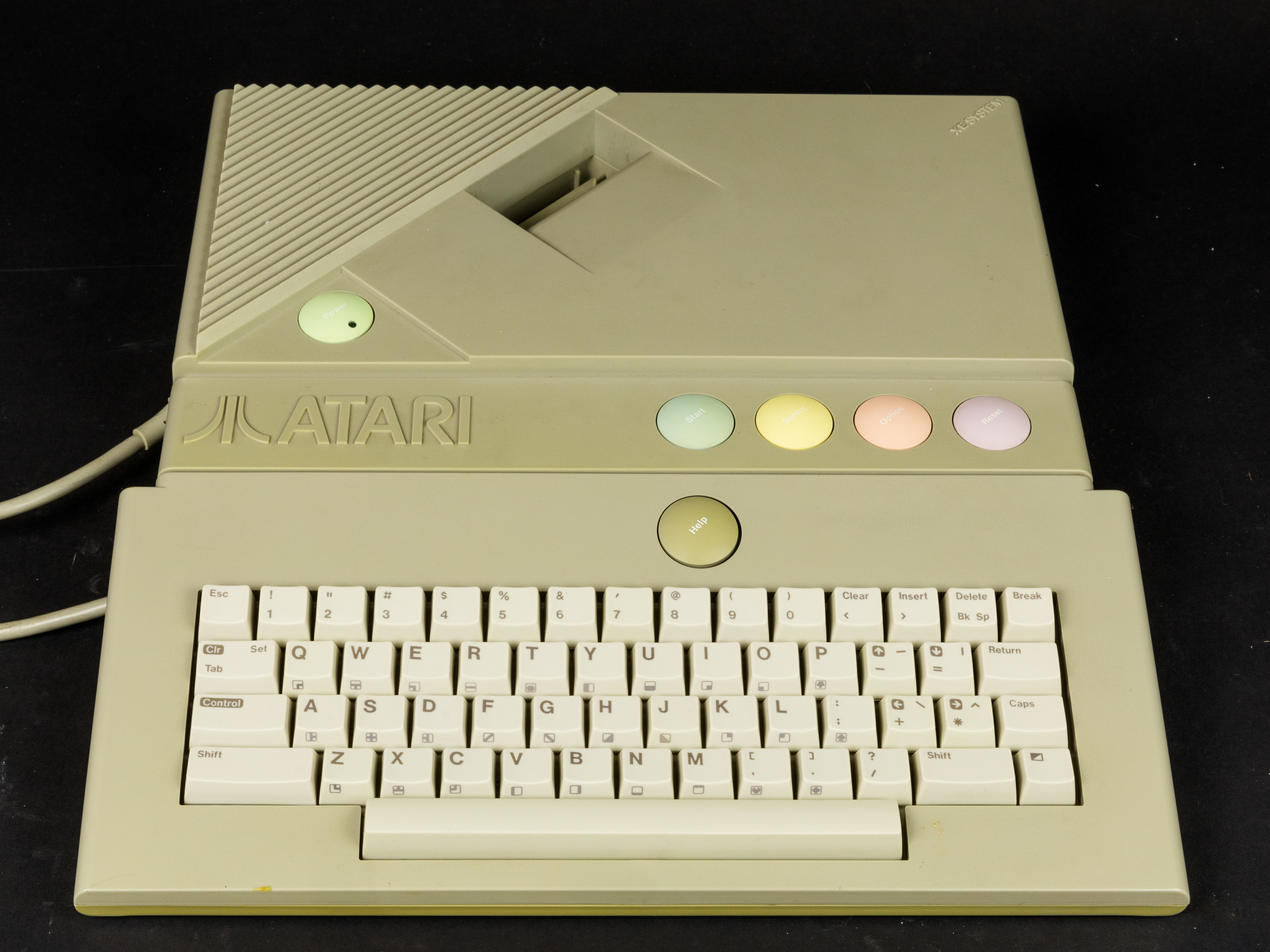
Teclado do Atari XEGS
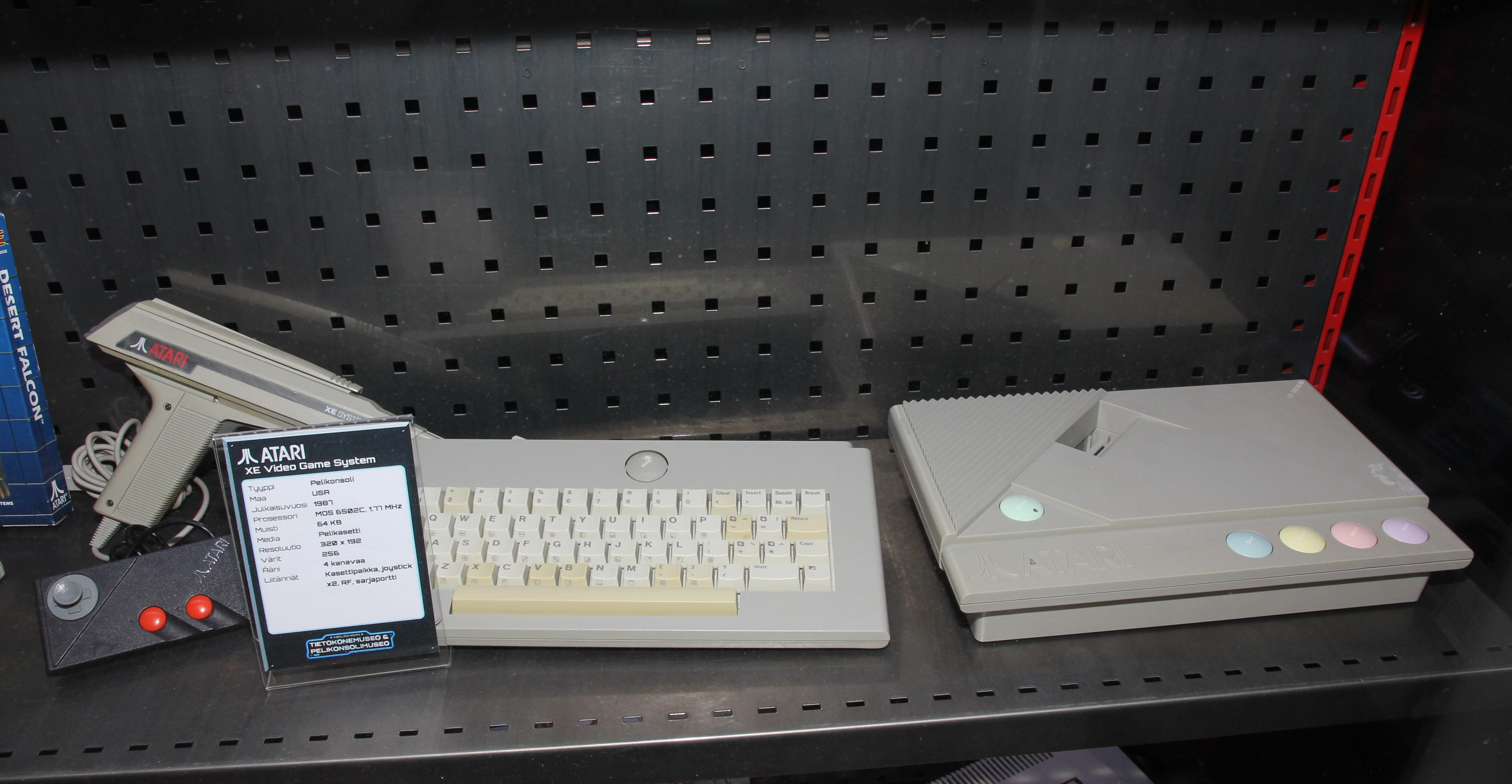
Atari XEGS no museu de consoles e computadores de Helsínquia